# Walckenaeria crosbyi
Walckenaeria crosbyi là một loài nhện trong họ Linyphiidae.
Loài này thuộc chi Walckenaeria. Walckenaeria crosbyi được Jean-Louis Fage miêu tả năm 1938.